# Анри Санфурш
Анри Санфурш (на френски: Henry Sanfourche) е полковник на Кралство Франция. Участвал в общо 24 военни кампании при Наполеон Бонапарт.
Роден е в Сарла-ла-Канеда (Дордон) на 24 март 1775 г. Постъпва в армията през 1791 г. като войник в полка „Брес“ (Régiment de Bresse (1775)). Става младши лейтенант през 1802 г., след това лейтенант през 1805 г. В състава на 54-ти линеен пехотен полк вземат участие в немската кампания (1805) в битката при Улм, велика маневра, която позволява да се победи австрийската армия под командването на генерал Карл Мак. Участва също в известната битка при Аустерлиц, както и във Войната на Третата коалиция. Тази коалиция обединява императора на Свещената Римска империя Франц II и руския император Александър I. Капитан става през 1807 г., адютант е през 1810 г. на генерал Юг Шарло (Hugues Charlot), през 1812 г. командва батальон на 32-ри пехотен полк. Става полковник през 1829 г. от 27-и пехотен полк. Носител на Орден на Почетния легион и кавалер на ордена Сен-Луи. Участвал общо в 24 военни кампании – от кампаниите в Прусия и Полша, в кампанията на Наполеон I в Испания (1808), наполеоновото нахлуване в Русия (1812) и неговата последна кампания във Франция (1814 г.), която е и последната фаза на Шестата коалиция.
Умира в Сарла-ла-Канеда на 10 април 1841 г. Погребан е в гробището на Сарла.